# Протозанов Олександр Костянтинович
Олександр Костянтинович Протозанов (15 серпня 1914, місто Київ — 2 лютого 2006, місто Москва) — радянський державний діяч, 1-й секретар Східно-Казахстанського обкому КП Казахстану, 1-й секретар Тюменського промислового обласного комітету КПРС, голова Тюменського облвиконкому. Кандидат у члени ЦК КПРС у 1976—1986 роках. Депутат Верховної ради Російської РФСР 6—7-го скликань. Депутат Верховної Ради СРСР 8—10-го скликань.

## Життєпис
У 1932—1933 роках — робітник на залізниці.
У 1933—1934 роках — слухач робітничого факультету при Київському індустріальному інституті.
У 1934—1939 роках — студент, секретар комітету ВЛКСМ Московського інституту кольорових металів і золота імені Калініна (закінчив в 1941 році), гірничий інженер.
Член ВКП(б) з 1939 року.
У 1939—1940 роках — секретар Ленінського районного комітету ВЛКСМ міста Москви.
У 1940—1941 роках — слухач Вищої партійної школи при ЦК ВКП(б).
У лютому 1941 — квітні 1943 року — 2-й секретар Єльцовського районного комітету ВКП(б) Алтайського краю.
У квітні — серпні 1943 року — завідувач відділу гірничорудної промисловості Алтайського крайового комітету ВКП(б).
У 1943—1944 роках — слухач Вищої партійної школи при ЦК ВКП(б).
У вересні 1944 — лютому 1948 року — заступник завідувача, в.о. завідувача організаційно-інструкторського відділу ЦК КП(б) Білорусії.
У лютому — серпні 1948 року — інформатор Управління з перевірки партійних органів ЦК ВКП(б).
У серпні 1948 — квітні 1950 року — інструктор відділу партійних, профспілкових, комсомольських органів ЦК ВКП(б).
У квітні 1950 — січні 1952 року — завідувач сектора адміністративного відділу ЦК ВКП(б).
У січні 1952 — червні 1957 року — секретар Удмуртського обласного комітету КПРС.
У червні 1957 — січні 1958 року — 1-й заступник голови Ради народного господарства (раднаргоспу) Удмуртського економічного адміністративного району.
У січні 1958 — січні 1960 року — секретар Тюменського обласного комітету КПРС.
У січні 1960 — грудні 1962 року — голова виконавчого комітету Тюменського обласної ради депутатів трудящих.
У січні 1963 — грудні 1964 року — 1-й секретар Тюменського промислового обласного комітету КПРС.
У грудні 1964 року — вересні 1969 року — 2-й секретар Тюменського обласного комітету КПРС.
10 вересня 1969 — 19 грудня 1983 року — 1-й секретар Східно-Казахстанського обласного комітету КП Казахстану.
З грудня 1983 року — персональний пенсіонер союзного значення в Москві.
У 1984—1990 роках — радник при Раді міністрів Російської РФСР.
З 1997 року — консультант науково-технічної ради з нафти і газу громадської організації «Західно-Сибірське земляцтво» в Москві.
Помер 2 лютого 2006 року. Похований в Москві на Кунцевському цвинтарі.

## Родина
Дружина — Галина Андріївна. Дочка Міла та син Володимир.

## Нагороди
- орден Леніна
- орден Жовтневої Революції
- шість орденів Трудового Червоного Прапора (1957, 1964, 1968,)
- орден Дружби народів
- медалі
- Почесний громадянин міста Усть-Каменогорська